# Federazione scacchistica della Germania
La Federazione scacchistica tedesca (ted. Deutscher Schachbund) è una federazione di scacchi che organizza le attività scacchistiche in Germania.
È affiliata alla Federazione Internazionale degli Scacchi (FIDE) e al Comitato Olimpico Tedesco (DSOB).
Fondata a Lipsia nel 1877, attualmente ha sede a Berlino. Nel 2019 vi facevano parte 2 361 circoli ed altre associazioni scacchistiche, con un totale di 91 770 iscritti.
Al gennaio 2020, la federazione tedesca conta 94 Grandi maestri e 225 Maestri internazionali. In entrambe le categorie è seconda al mondo dopo la federazione russa.
Comprende, oltre a 17 federazioni regionali, la federazione scacchistica tedesca per i non vedenti (DBSB), la società  
Die Schwalbe per i problemi e gli studi di scacchi, la federazione tedesca degli scacchi per corrispondenza (BdF), e la Schachbundesliga per le competizioni a squadre.
Dal 2017 il presidente è il maestro FIDE Ullrich Krause.